# Trochalus maculifrons
Trochalus maculifrons är en skalbaggsart som beskrevs av Leon Fairmaire 1886. Trochalus maculifrons ingår i släktet Trochalus och familjen Melolonthidae.
Artens utbredningsområde är Madagaskar. Inga underarter finns listade i Catalogue of Life.